# Paratriathlon
Il paratriathlon è una variante del triathlon per atleti con disabilità fisiche. Lo sport è gestito dal World Triathlon (TRI), precedentemente noto come ITU e si è tenuto per la prima volta come evento paralimpico alle Paralimpiadi estive del 2016 a Rio de Janeiro, in Brasile.
Agli eventi autorizzare dal World Triathlon, gli atleti competono negli eventi di distanza sprint di paratriathlon composti da una nuotata di 750 m, 20 km percorribili con biciclette a mano, biciclette o tandem con guida e 5 km in sedia a rotelle o corsa podistica. Gli atleti gareggiano in nove classi sportive in base alla natura delle loro disabilità fisiche, con variazioni apportate alla struttura tradizionale dell'evento commisurate alla loro disabilità.
Il paratriathlon alle Paralimpiadi estive è una gara sprint composta da 750 m di nuoto, 20 km in bicicletta e 5 km percorsi di corsa.
Ai Giochi del Commonwealth del 2018, il para triathlon è stato organizzato con atleti appartenenti a più categorie, con partenze scaglionate, introdotte per garantire una concorrenza leale tra le categorie.

## Classificazione

### Sistema di classificazione fino al 2014
A partire da ottobre 2013 sette erano le classi nel paratriathlon:
- TRI-1 – Utente su sedia a rotelle. Paraplegici, tetraplegici e altre disabilità che precludono l'uso di una bicicletta a pedalata assistita. Usava una bicicletta a mano nel percorso ciclistico e una carrozzina da corsa nella corsa.
- TRI-2 – Grave compromissione della gamba che include l'amputazione sopra il ginocchio. Usava una bicicletta convenzionale e correva con protesi sopra il ginocchio o usando le stampelle.
- TRI-3 – Altro, compresi gli atleti con sclerosi multipla, distrofia muscolare, paralisi cerebrale, amputazione di entrambe le gambe o paralisi a più arti. Usava una bicicletta o un triciclo convenzionale e correva con tutori per le gambe o protesi.
- TRI-4 – Danni al braccio, inclusa paralisi, amputazione o altro danno ad una o entrambe le braccia. Utilizzava una bicicletta convenzionale e gli tutori, protesi o imbracature nella tappa di ciclismo e/o corsa.
- TRI-5 – Insufficienza moderata della gamba, inclusa l'amputazione sotto il ginocchio. Utilizzava una bicicletta convenzionale e poteva correre con tutore o protesi.
- TRI-6a – Compromissione visiva, cecità totale o essere in grado di percepire la luce, ma non di riconoscere la forma di una mano a nessuna distanza o direzione. Gareggiava con una guida dello stesso sesso e usava una bicicletta tandem.
- TRI-6b – Compromissione visiva, acuità inferiore a 6/60 o campo inferiore a 40 gradi con correzione. Gareggiava con una guida dello stesso sesso e usava una bicicletta tandem.

### Sistema di classificazione 2014-2016
Durante la stagione 2014 e in preparazione al debutto di questo sport alle Paralimpiadi estive 2016, attraverso la formazione di un gruppo di ricerca orientato allo sviluppo di un sistema di classificazione basato sull'evidenza e la specificità dello sport (e attingendo al precedente lavoro sui criteri fatto nel nuoto, nel ciclismo e nell'atletica leggera), ITU ha rivisto il sistema di classificazione del triathlon. Il nuovo sistema comprendeva cinque classi per gli atleti con varie disabilità motorie, a partire da PT1, per disabilità più gravi, fino a PT4 per disabilità più leggere. Con in più PT5 per atleti ipovedenti.
- PT1 - Atleti con disabilità motorie quali potenza muscolare, deficit degli arti, ipertonia, atassia o atetosi che li rendevano incapaci di correre o pedalare in sicurezza. Gli atleti dovevano avere un punteggio di valutazione della classificazione fino a 640,0 punti e dovevano utilizzare una bicicletta reclinata durante la fase ciclistica e una carrozzina da corsa per la tappa di corsa della gara.
- PT2 - Atleti con difficoltà motorie quali potenza muscolare, deficit degli arti, ipertonia, atassia o atetosi che avevano un punteggio di valutazione fino a 454,9 punti. Gli atleti con amputazione potevano utilizzare protesi o dispositivi di supporto approvati durante le tappe di corsa e ciclismo.
- PT3 - Atleti con disabilità motorie quali potenza muscolare, deficit degli arti, ipertonia, atassia o atetosi che avevano un punteggio di valutazione di classificazione da 455,0 a 494,9 punti. Gli atleti potevanoo utilizzare protesi o dispositivi di supporto approvati durante le tappe di corsa e ciclismo.
- PT4 - Atleti con disabilità motorie quali potenza muscolare, deficit degli arti, ipertonia, atassia o atetosi che avevano un punteggio di valutazione di classificazione da 495,0 a 557,0 punti. Gli atleti potevanoo utilizzare protesi o dispositivi di supporto approvati durante le tappe di corsa e ciclismo.
- PT5 - Atleti con disabilità visiva. Sono raggruppati in questa classificazione tutti i livelli qualificanti di disabilità visiva, definiti da IBSA/IPC, sottoclassi B1, B2 e B3. Durante l'intera gara, gli atleti dovevano avere una guida vedente dello stesso sesso e della stessa nazionalità e utilizzare una bicicletta tandem durante la tappa ciclistica.

### Sistema di classificazione dal 2017
L'ITU ha nuovamente rivisto il sistema di classificazione del paratriathlon dopo le Paralimpiadi estive di Rio 2016, con la presenza di nove classi sportive che competono in 6 eventi:
- PTWC1 - La maggior parte degli atleti disabili in sedia a rotelle. Sul percorso ciclistico, gli atleti devono utilizzare una handcycle reclinata e una sedia a rotelle da corsa sul segmento di corsa. La categoria include gli atleti con limitazione dell'attività e una compromissione, che non limitata è a: potenza muscolare, deficit degli arti, ipertonia, atassia o atetosi.
- PTWC2 - Atleti su sedia a rotelle con disabilità più lieve. Gli atleti devono utilizzare una handcycle reclinata sul percorso ciclistico e una carozzina da corsa sul segmento di corsa. La categoria include atleti con limitazione dell'attività e una compromissione, ma non limitata a: potenza muscolare, deficit degli arti, ipertonia, atassia o atetosi.
- PTS2 - Disabilità gravi. In entrambi i segmenti di ciclismo e della corsa, gli para atleti possono utilizzare protesi approvate o altri dispositivi di supporto. Nella categoria sono inclusi gli atleti con limitazione dell'attività e una compromissione, ma non limitata a, deficit degli arti, ipertonia, atassia e/o atetosi, potenza muscolare ridotta o l'ampieza del movimento articolare.
- PTS3 - Svalutazioni significative. In entrambi i percorsi della bici e della corsa, gli para atleti possono utilizzare protesi approvate o altri dispositivi di supporto. Dalla categoria fanno parte atleti con limitazione dell'attività e una compromissione, non limitata a, deficit degli arti, ipertonia, atassia e/o atetosi, potenza muscolare ridotta o gamma di movimento.
- PTS4 - Deficit moderati. In entrambe le tappe della bici e della corsa, i paratleti possono utilizzare protesi approvate o altri dispositivi di supporto. La categoria include atleti con limitazione dell'attività comparabile e una compromissione, ma non limitata a, deficit degli arti, ipertonia, atassia e/o atetosi, potenza muscolare ridotta o gamma di movimento.
- PTS5 - Disabilità lievi. In entrambe le tappe del ciclismo e della corsa, i para-atleti possono utilizzare protesi approvate o altri dispositivi di supporto. La categorie include atleti con limitazione dell'attività comparabile e una compromissione, ma non limitata a, deficit degli arti, ipertonia, atassia e/o atetosi, potenza muscolare ridotta o gamma di movimento.
- PTVI1 - La categoria contiene gli atleti che sono totalmente ciechi, che non hanno alcuna percezione della luce in nessuno degli occhi, o hanno solo una debole percezione della luce. Una guida della stessa nazionalità e sesso è obbligatoria durante tutta la gara e durante il percorso ciclistico si deve guidare un veicolo tandem.
- PTVI2 - Nella categoria sono inclusi gli atleti ipovedenti più gravi. Per tutta la gara è obbligatoria una guida della stessa nazionalità e sesso e si deve guidare un tandem durante la tappa ciclistica.
- PTVI3 - La categoria racchiude gli atleti ipovedenti meno gravi. Una guida della stessa nazionalità e sesso è obbligatoria per tutta la gara e sul percorso in bicicletta, si deve guidare un tandem.

## Medagliere

### Paralimpiadi
Rio de Janeiro 2016
| Evento | Classe | Oro           | Argento          | Bronzo            |
| Uomini | PT1    | Jetze Plat    | Geert Schipper   | Giovanni Achenza  |
| Uomini | PT2    | Andy Lewis    | Michele Ferrarin | Mohamed Lahna     |
| Uomini | PT4    | Martin Schulz | Stefan Daniel    | Jairo Ruiz Lopez  |
| Donne  | PT2    | Allysa Seely  | Hailey Danz      | Melissa Stockwell |
| Donne  | PT4    | Grace Norman  | Lauren Steadman  | Gwladys Lemoussu  |
| Donne  | PTS5   | Katie Kelly   | Alison Patrick   | Melissa Reid      |

Tokyo 2020
| Evento | Classe | Oro                                | Argento                                                 | Bronzo                                  |
| Uomini | PTWC   | Jetze Plat                         | Florian Brungraber                                      | Giovanni Achenza                        |
| Uomini | PTS4   | Alexis Hanquinquant                | Hideki Uda                                              | Alejandro Sánchez Palomero              |
| Uomini | PTS5   | Martin Schulz                      | George Peasgood                                         | Stefan Daniel                           |
| Uomini | PTVI   | Brad Snyder Guida: Greg Billington | Héctor Catalá Laparra Guida: Gustavo Rodríguez Iglesias | Satoru Yoneoka Guida: Kohei Tsubaki     |
| Donne  | PTWC   | Kendall Gretsch                    | Lauren Parker                                           | Eva Moral                               |
| Donne  | PTS2   | Allysa Seely                       | Hailey Danz                                             | Veronica Yoko Plebani                   |
| Donne  | PTS5   | Lauren Steadman                    | Grace Norman                                            | Claire Cashmore                         |
| Donne  | PTVI   | Susana Rodríguez Guida: Sara Loehr | Anna Barbaro Guida: Charlotte Bonin                     | Annouck Curzillat Guida: Céline Bousrez |

### Giochi del Commonwealth
Gold Coast 2018
| Evento | Classe | Oro             | Argento       | Bronzo        |
| Uomini | PTWC   | Joe Townsend    | Nic Beveridge | Bill Chaffey  |
| Donne  | PTWC   | Jade Jones-Hall | Emily Tapp    | Lauren Parker |